# Hajdina
Hajdina (Haiden en allemand) est une commune du nord-est de la Slovénie située dans la région de Basse-Styrie non loin de la ville de Ptuj.

## Géographie
La commune est issue d'une réorganisation territoriale de la commune voisine de Ptuj dans les années 1990.

### Villages
les villages qui composent la commune sont Draženci, Gerečja vas, Hajdoše, Skorba, Slovenja vas, Spodnja Hajdina et Zgornja Hajdina.

## Histoire
La zone fut habitée par les romains dans le passé et plusieurs tombes datant de cette époque furent découvertes. Ensuite, la zone fut habitée par les Celtes avant d'être conquise par les peuplades slaves.

## Démographie
Entre 1999 et 2021, la population de la commune de Hajdina a très légèrement augmenté pour avoisiner les 4 000 habitants,.
Évolution démographique
| 1999  | 2000  | 2001  | 2002  | 2003  | 2004  | 2005  | 2006  | 2007  |
| ----- | ----- | ----- | ----- | ----- | ----- | ----- | ----- | ----- |
| 3 668 | 3 660 | 3 674 | 3 690 | 3 687 | 3 673 | 3 702 | 3 711 | 3 759 |
| 2008  | 2009  | 2010  | 2011  | 2012  | 2013  | 2014  | 2015  | 2016  |
| 3 766 | 3 720 | 3 765 | 3 748 | 3 738 | 3 736 | 3 732 | 3 740 | 3 712 |
| 2017  | 2018  | 2019  | 2020  | 2021  |       |       |       |       |
| 3 747 | 3 745 | 3 797 | 3 879 | 3 938 |       |       |       |       |